# 巴库现代艺术博物馆
巴库现代艺术博物馆是一座位于阿塞拜疆首都巴库的现代艺术博物馆，于2009年3月20日开放。该博物馆专注于20世纪的下半叶，收藏了800多件阿塞拜疆著名画家和雕塑家的作品。

## 历史
该博物馆是在阿塞拜疆第一夫人梅赫丽班·阿利耶娃的倡议下建造的，并由她负责的盖达尔·阿利耶夫基金会资助。于2009年3月20日正式开放。该博物馆旨在成为古根海姆基金会前主席托马斯·克伦斯构想的“生态文化区”（eco-cultural zone）的焦点，这个区域还将包括一个白色沙滩、一座弗兰克·盖里摩天大楼和一条延伸至里海的人行道。

## 馆舍

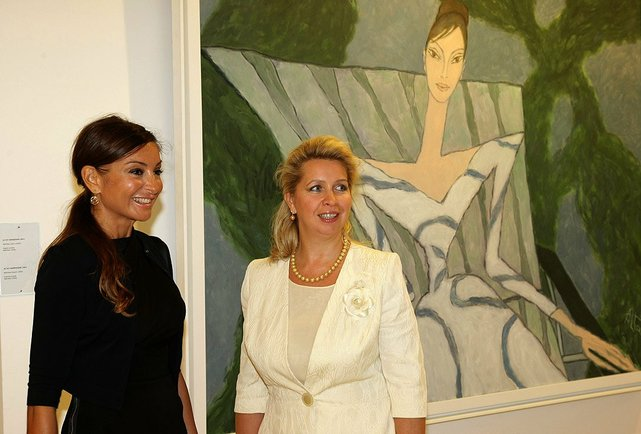
梅赫丽班·阿利耶娃和斯韦特兰娜·弗拉基米罗芙娜·梅德韦杰娃参观博物馆

博物馆的总设计师是艺术家阿尔泰·萨迪克-扎德（Altai Sadikh-zadeh）；馆舍的建筑师是让·努维尔。博物馆没有固定的主题区域。根据该博物馆的建筑理念，馆内避免了带有拐角的大厅，开放的通道和墙壁以不同的角度相交，创造了多维的展品视角。显眼的金属结构和白色的运用，将所有部件结合成一个“移动的抽象结构”。馆内设有儿童美术部、录像厅、咖啡馆、餐厅、私人展览厅、图书馆，书店等场馆。

## 展览

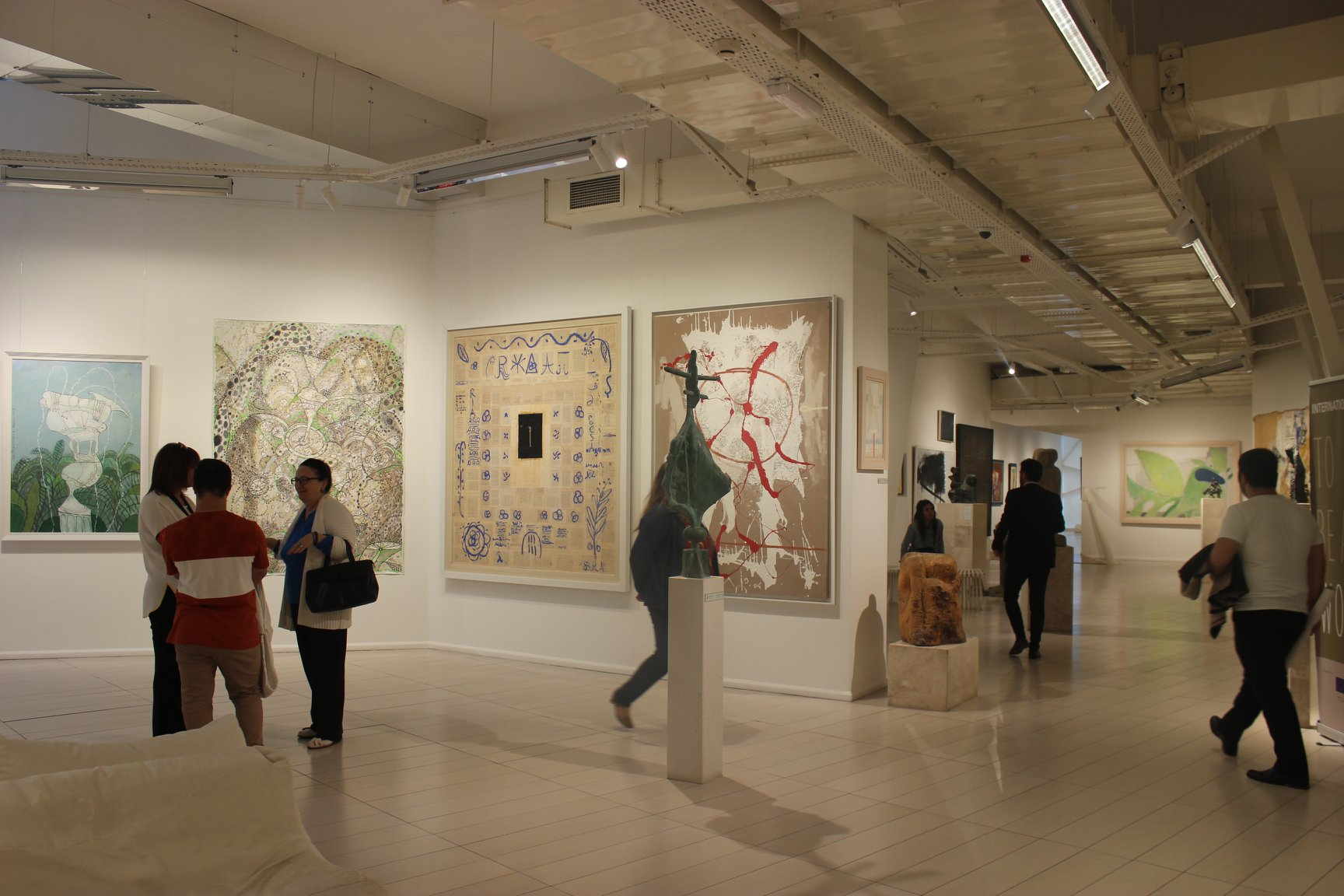
馆内展览

该博物馆专注于20世纪的下半叶，收藏了800多件阿塞拜疆著名画家和雕塑家的作品，特别是20世纪60年代和70年代的前卫艺术，还有原为私人收藏的萨尔瓦多·达利、巴勃罗·毕加索和马克·夏加尔的非阿塞拜疆现代杰作。博物馆还经常举办摄影师展览。